# Control-L
Control-L, CTRL-L oder LANC (für Logic Application Control Bus System oder Local Application Control Bus System) ist ein Steuerprotokoll für Videokameras und einzelne Digitalfotokameras, das sich bei Kameras der Marken Sony, Canon und JVC finden lässt.
Es ist ein serielles, bidirektionales Protokoll, mit dem Daten zur und von der Kamera übertragen werden können, um Befehle an die Kamera zu senden und Statusinformationen abzufragen. Üblichste Implementierung des Anschlusses ist eine 2,5-mm-Klinkenbuchse, die mittels dreipoligem Kabel mit einer LANC-Fernsteuerung verbunden werden kann. Früher ist eine Mini-DIN-Buchse mit 5 Polen dazu eingesetzt worden (Adapter existieren und können selbst gebaut werden). Einzelne kompakte Videokameras verwenden auch andere, komplexe Anschlüsse (z. B. „AV Out“/„AV-Buchse“ bei neueren Sony-Camcordern), die zusätzlich zu LANC noch Kontakte für z. B. Kopfhörer, Mikrophon Videosignale oder Stromanschluss enthalten, und die mittels Adapter (z. B. bei der Sony DCR-PC7E der Adapter VMC-LM7) verwendet werden müssen. Der Anschluss wird z. B. von Sony auch „mini A/V Remote“ genannt und ist in den letzten Jahren bei Sony auf einen 10-poligen Rundstecker standardisiert worden.
Das LANC-Protokoll ist sehr reichhaltig. Es enthält u. a. Befehle für:
- Zoomen bei verschiedenen Geschwindigkeiten
- Aufnahme Ein/Aus
- Umschaltung Video-/Fotofunktion
- Autofokus Ein/Aus
- Manuellen Fokus einstellen
- Gegenlichtkorrektur
- Abspielfunktionen des VCR in Kameras
- Status des Kameraakkus
- Status der Restbandlänge

Nicht alle Kameras unterstützen alle Funktionen.
Typische Einsatzgebiete für LANC-Steuerungen sind Hinterkamerasteuerungen (zumeist am Griff des Stativneigers montiert), Unterwassergehäuse, Fernsteuerung von Kameras und Synchronisierung von Kameras, beispielsweise um durch exakt gleichzeitiges Auslösen zweier Kameras stereoskopisch aufzunehmen. Bevor PC leistungsfähig genug wurden, um Video auf ihnen zu bearbeiten, war der Haupteinsatz von Control-L die Schnittsteuerung von Camcordern oder anderen Video-Zuspielern und Videorekordern. Dies geschah mithilfe dedizierter Schnittsteuerpulte oder PC-Software samt passender Adapter von den seriellen Schnittstellen auf Control-L beziehungsweise weiterer Protokolle anderer Hersteller.